# 해럴드 스타센

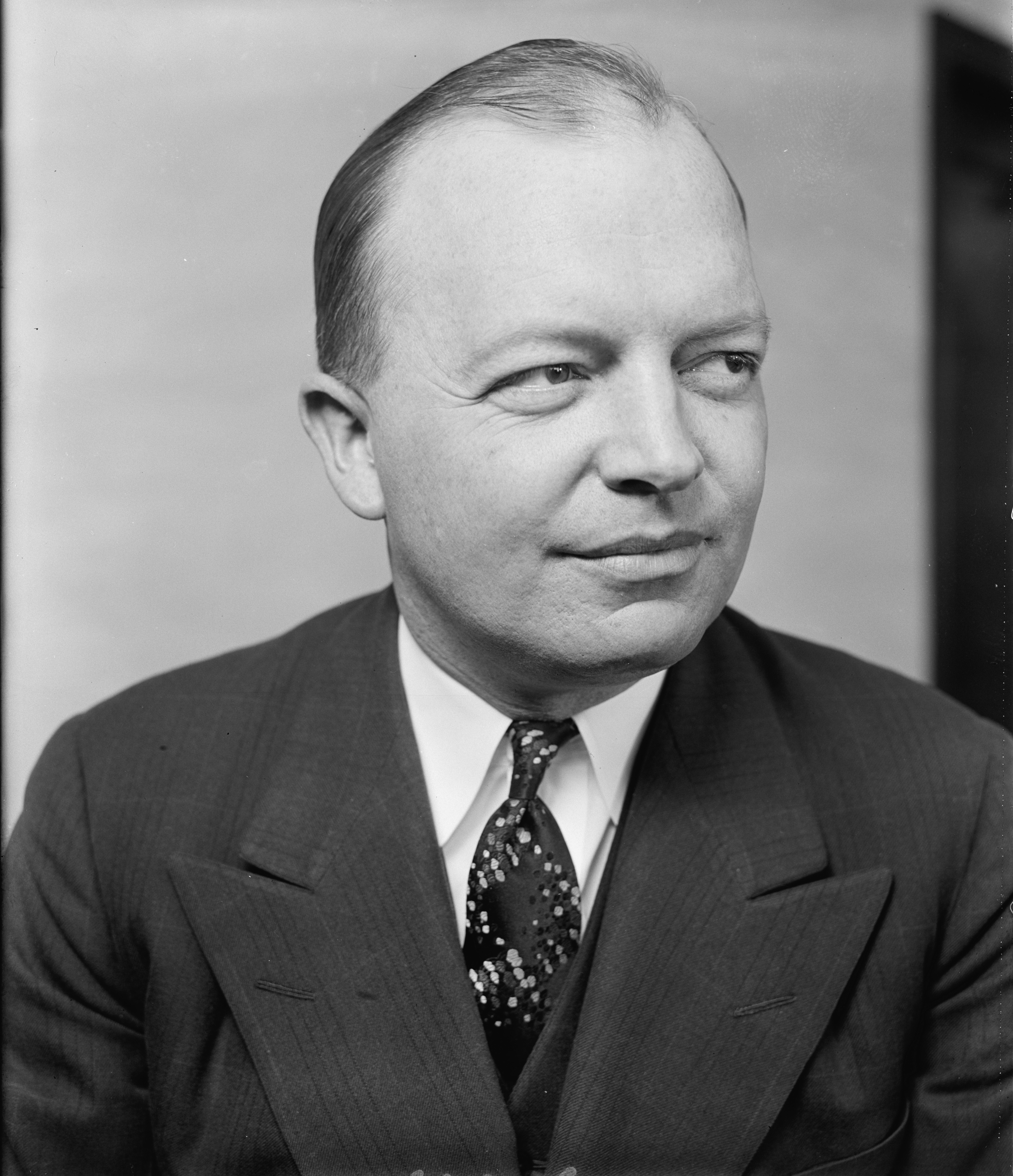
해럴드 스타센

해럴드 에드워드 스타센 (Harold Edward Stassen, 1907년 4월 13일 ~ 2001년 3월 4일)은 미네소타 주지사를 지낸 미국의 정치인이다. 스타센은 1948년 미국 공화당 대통령 후보 지명자로 유력한 인물이었으며, 한동안 선두주자로 여겨졌다. 그 후 스타센은 공화국 전당 대회와 다른 공직 선거에 꾸준히 출마하면서 스타센이라는 이름은 영원한 후보자의 대명사처럼 여겨졌다.
미네소타주 웨스트 세인트 폴에서 태어난 스타센은 미네소타 대학교를 졸업한 후, 미네소타주 다코타군 지방 검사로 선출되었다. 스타센은 1938년 미네소타 주지사 선거에서 승리했다. 스타센은 당시에 주지사로 선출된 최연소 인물이었다. 1940년 공화당 전당대회에선 기조연설을 했으며, 제2차 세계 대전 기간 동안 미 해군 복무를 하려고 주지사직을 사임하고 윌리엄 홀시 주니어 제독의 보좌관이 되었다. 전쟁이 끝난 뒤 스타슨은 펜실베이니아 대학교 총장이 되어 1948년부터 1953년까지 그 직책을 지냈다. 스타센은 1948년 공화당 전당대회에서 대통령 후보를 노렸고, 전당대회의 첫 두 무기명 투표에서 대의원의 상당한 몫을 차지했다. 전당대회에 앞서 공화당 예비선거에서 스타센은 최초로 기록된 대통령 후보들 간 토론인 듀이-스타센 토론에 참여했다.
스타센은 1952년 공화당 전당대회에서 다시 대통령 후보를 노렸으나, 드와이트 D. 아이젠하워 지지로 입장을 바꾸면서 아이젠하워가 공화당 대통령 후보 지명자가 될 수 있도록 도왔다. 아이젠하워 행정부에서 근무한 후 스타센은 다양한 공직에 도전했으며, 1958년과 1990년 사이 펜실베니아 주지사, 필라델피아 시장, 미국 상원의원, 미네소타 주지사, 미국 하원의원 각종 공직 당선을 목표로 선거운동을 했으나 실패했다. 스타센은 더 나아가 1964년, 1968년, 1976년, 1980년, 1984년, 1988년, 1992년 공화당 대통령 후보를 노렸다.

## 역대 선거 결과
| 선거명      | 직책명                        | 대수  | 정당   | 득표율 | 득표수    | 결과 | 당락                 |
| ----------- | ----------------------------- | ----- | ------ | ------ | --------- | ---- | -------------------- |
| 1938년 선거 | 미네소타 주지사               | 25대  | 공화당 | 59.92% | 678,839표 | 1위  | 미네소타 주지사 당선 |
| 1940년 선거 | 미네소타 주지사               | 25대  | 공화당 | 52.06% | 654,686표 | 1위  | 미네소타 주지사 당선 |
| 1942년 선거 | 미네소타 주지사               | 25대  | 공화당 | 51.60% | 409,800표 | 1위  | 미네소타 주지사 당선 |
| 1959년 선거 | 필라델피아 시장               | 91대  | 공화당 | 34.40% | 229,818표 | 2위  | 낙선                 |
| 1986년 선거 | 하원의원 (미네소타 제4선거구) | 100대 | 공화당 | 27.12% | 41,926표  | 2위  | 낙선                 |